# Демократическая партия (Швейцария)
Демократическая партия Швейцарии — бывшая швейцарская политическая партия, существовавшая в большинстве кантонов в 1867—1971 годах. 

## Идеология
Демократическая партия была патриотической партией, выступала за идею прямой демократии, интервенционизма, общественной монополии, отвергая классовую борьбу. В то же время Демократическая партия выступала за социальные реформы, а в XX веке — за участие Социал-демократической партии Швейцарии в правительстве. 

## История
Отеления Демократического движения были основаны в 1867 году в Цюрихе, затем в 1888 году в Санкт-Галлен, в Тургау в 1891 году, в Гларусе в 1902 году и в Аппенцелль-Аусерродене в 1906 году.
В 1971 году перед парламентскими выборами партия разделилась на две фракции. Отделения кантонов Гларус и Граубюнден объединились с Партией крестьян, ремесленников и бюргеров и сформировали Швейцарскую народную партию. Отделения в других кантонах, таких как Аргау, Базель-Штадт и Шаффхаузен, вошли в Свободную демократическую партию.